# Musikpreis des Nordischen Rates
Der Musikpreis des Nordischen Rates wird jährlich vom Nordischen Rat, einem Forum der nordischen Länder, vergeben.
Der Preis, dessen Verwaltung dem Haus des Nordens in der färöischen Hauptstadt Tórshavn unterliegt, wird jährlich zusammen mit dem Film-, Literatur- sowie dem Natur- und Umweltpreis beim Treffen des Nordischen Rates im Herbst vergeben. Er setzt den Schwerpunkt auf die Schöpfung und Ausübung neuartiger Musik auf hohem künstlerischen Niveau. Jedes zweite Jahr gilt der Preis einem Werk eines lebenden Komponisten, im anderen Jahr wird damit ein Musiker oder Ensemble geehrt. Mit 350.000 Dänische Kronen (47.000 Euro) ist der Musikpreis genauso hoch dotiert wie die anderen Preise.
Erstmals wurde der Preis 1965 vergeben und sollte ursprünglich jedes dritte Jahr an einen Komponisten aus den nordischen Ländern verliehen werden, doch bereits ab 1968 verkürzte sich der Abstand zur Preisverleihung auf zwei Jahre. Seit 1990 wird er jährlich vergeben. Die autonomen Gebiete Åland, Färöer oder Grönland können seit 1997 eigene Kandidaten vorschlagen.
Die Jury setzt sich aus jeweils einem unabhängigen Musikexperten der fünf nordischen Länder zusammen. Wird ein Vorschlag aus einem der drei autonomen Gebiete eingereicht, hat auch ein Vertreter des entsprechenden Gebietes das Recht, der Jury beizuwohnen.

## Preisträger
| Nr. | Jahr | Komponist oder Musiker                | Land     | Anmerkungen (z. B. Musikstück)                                  |
| --- | ---- | ------------------------------------- | -------- | --------------------------------------------------------------- |
| 46. | 2023 | Maija Kauhanen                        | Finnland |                                                                 |
| 45. | 2022 | Karin Rehnqvist                       | Schweden | für Silent earth                                                |
| 44. | 2021 | Eivør Pálsdóttir                      | Färöer   |                                                                 |
| 43. | 2020 | Sampo Haapamäki                       | Finnland | für Konsertti neljäsosasävelaskelpianolle ja kamariorkesterille |
| 42. | 2019 | Gyða Valtýsdóttir                     | Island   | Künstlerpreis für die Multiinstrumentalistin                    |
| 41. | 2018 | Nils Henrik Asheim                    | Norwegen | Muohta                                                          |
| 40. | 2017 | Susanna Mälkki                        | Finnland | Künstlerpreis für die Dirigentin                                |
| 39. | 2016 | Hans Abrahamsen                       | Dänemark | Let me tell you                                                 |
| 38. | 2015 | Svante Henryson                       | Norwegen | Künstlerpreis für den Cellisten                                 |
| 37. | 2014 | Simon Steen-Andersen                  | Dänemark | Künstlerpreis für den Komponisten                               |
| 36. | 2013 | Pekka Kuusisto                        | Finnland | Künstlerpreis für den Violinisten                               |
| 35. | 2012 | Anna Þorvaldsdóttir                   | Island   | Dreaming                                                        |
| 34. | 2011 | Mats Gustafsson                       | Schweden | Künstlerpreis für den Saxofonisten                              |
| 33. | 2010 | Lasse Thoresen                        | Norwegen | Künstlerpreis für den Komponisten                               |
| 32. | 2009 | Kari Kriikku                          | Finnland | Künstlerpreis für den Klarinettisten                            |
| 31. | 2008 | Peter Bruun                           | Dänemark | Miki Alone                                                      |
| 30. | 2007 | Eric Ericson Kammerchor               | Schweden | Künstlerpreis für den Kammerchor                                |
| 29. | 2006 | Natasha Barrett                       | Norwegen | ...fetters... (elektroakustische Komposition)                   |
| 28. | 2005 | Cikada bzw. Cikada Ensemble           | Norwegen | Künstlerpreis für die Gruppe                                    |
| 27. | 2004 | Haukur Tómasson                       | Island   | Gudrun's 4. Lied (Kammeroper 1996)                              |
| 26. | 2003 | Mari Boine                            | Norwegen | Künstlerpreis für die Sängerin                                  |
| 25. | 2002 | Sunleif Rasmussen                     | Färöer   | Symphony no. 1 – Oceanic Days (Orchester)                       |
| 24. | 2001 | Palle Mikkelborg,                     | Dänemark | Künstlerpreis für den Trompeter                                 |
| 23. | 2000 | Kaija Saariaho                        | Finnland | Lonh (Sopran und elektronisch)                                  |
| 22. | 1999 | Leif Segerstam                        | Finnland | Künstlerpreis für den Dirigenten                                |
| 21. | 1998 | Rolf Wallin                           | Norwegen | Konzert für Klarinette und Orchester                            |
| 20. | 1997 | Björk Guðmundsdóttir                  | Island   | Künstlerpreis für die Popsängerin                               |
| 19. | 1996 | Bent Sørensen                         | Dänemark | Sterbende Gärten (Konzert für Violine und Orchester)            |
| 18. | 1995 | Eric Ericson                          | Schweden | Künstlerpreis für den Chordirigenten                            |
| 17. | 1994 | Jouni Kaipainen                       | Finnland | Die Sternennacht                                                |
| 16. | 1993 | Mellersta Österbottens Kammarorkester | Finnland | Künstlerpreis für das Kammerorchester                           |
| 15. | 1992 | Anders Eliasson                       | Schweden | Symfoni nr 1                                                    |
| 14. | 1991 | Nils-Henning Ørsted Pedersen          | Dänemark | Künstlerpreis für den Jazzbassisten                             |
| 13. | 1990 | Olav Anton Thommessen                 | Norwegen | Gjennom Prisme (Cello, Orgel, Orchester)                        |
| 12. | 1988 | Magnus Lindberg                       | Finnland | Kraft (Symphonieorchester, elektronisch)                        |
| 11. | 1986 | Hafliði Hallgrímsson                  | Island   | Poemi (Solo Violine und Streichorchester)                       |
| 10. | 1984 | Sven-David Sandström                  | Schweden | De ur alla minnen fallna (Requiem)                              |
| 9.  | 1982 | Åke Hermansson                        | Schweden | Utopia                                                          |
| 8.  | 1980 | Pelle Gudmundsen-Holmgreen            | Dänemark | Symfoni og Antifoni                                             |
| 7.  | 1978 | Aulis Sallinen                        | Finnland | Ratsumies („der Reiter“, Oper)                                  |
| 6.  | 1976 | Atli Heimir Sveinsson                 | Island   | Konzert für Flöte und Orchester                                 |
| 5.  | 1974 | Per Nørgård                           | Dänemark | Gilgamesh (Oper)                                                |
| 4.  | 1972 | Arne Nordheim                         | Norwegen | ECO                                                             |
| 3.  | 1970 | Lars Johan Werle                      | Schweden | Drömmen om Therèse                                              |
| 2.  | 1968 | Joonas Kokkonen                       | Finnland | Symphony no. 3                                                  |
| 1.  | 1965 | Karl-Birger Blomdahl                  | Schweden | Aniara (Oper)                                                   |